# 24 오라스 (칠레의 텔레비전 프로그램)
《24 오라스》(스페인어: 24 horas)는 칠레의 뉴스 프로그램이다.